# الزاوية الوفائية
الزاوية الوفائية هي إحدى الزوايا الصوفية التاريخية داخل المسجد الأقصى في القدس، وتُعد من المعالم الإسلامية المهمة التي تعكس الطابع الروحي والتاريخي للمدينة المقدسة. تقع جنوب باب الناظر، مقابل المدرسة المنجكية، وتطل نوافذها على الرواق الغربي للمسجد الأقصى.

## التسمية
سُمّيت بهذا الاسم نسبةً إلى بني أبي الوفا الذين أسسوا هذه الزاوية. كما عُرفت في فترات سابقة باسم دار معاوية ودار الشيخ شهاب الدين ابن الهائم. أما اليوم، فهي تُعرف باسم دار البُديري نسبة إلى الشيخ محمد بن بُدير بن حبيش البديري الذي أقام فيها ودُفن بها.

## التاريخ
تعود الزاوية إلى الحقبة المملوكية، وكانت مركزًا مهمًا للزهاد والمتصوفة، إذ كانت تُستخدم كزاوية للذكر والخلوة والتعبد. وهي من الزوايا التي حظيت باهتمام في فترات متعددة من الحكم الإسلامي للقدس.

## الطابع المعماري
تتميز الزاوية الوفائية بطابع معماري مملوكي، حيث يظهر فيها استخدام الأحجار الضخمة، والعقود المدببة، والنوافذ المطلة على الرواق. وتحتفظ الزاوية حتى اليوم ببعض عناصرها المعمارية الأصلية، على الرغم من تحوّل استخدامها إلى مقر سكني يعرف اليوم بـ "دار البُديري".

## الأهمية الدينية
تُعد الزاوية الوفائية من الزوايا التي لعبت دورًا بارزًا في النشاط الصوفي داخل الحرم القدسي، وكانت ملتقى للمتعبدين والعلماء. وهي تمثل جزءًا من النسيج الروحي المتنوع في القدس، خصوصًا في جانب التصوف الإسلامي.

## الحالة الراهنة
لا تزال الزاوية الوفائية قائمة، وتُستخدم اليوم كمقر سكني لعائلة البديري، مع حفاظها على اسمها التاريخي ومكانتها المعنوية، رغم التغير في وظيفتها الأصلية.